# Geometría molecular octaédrica

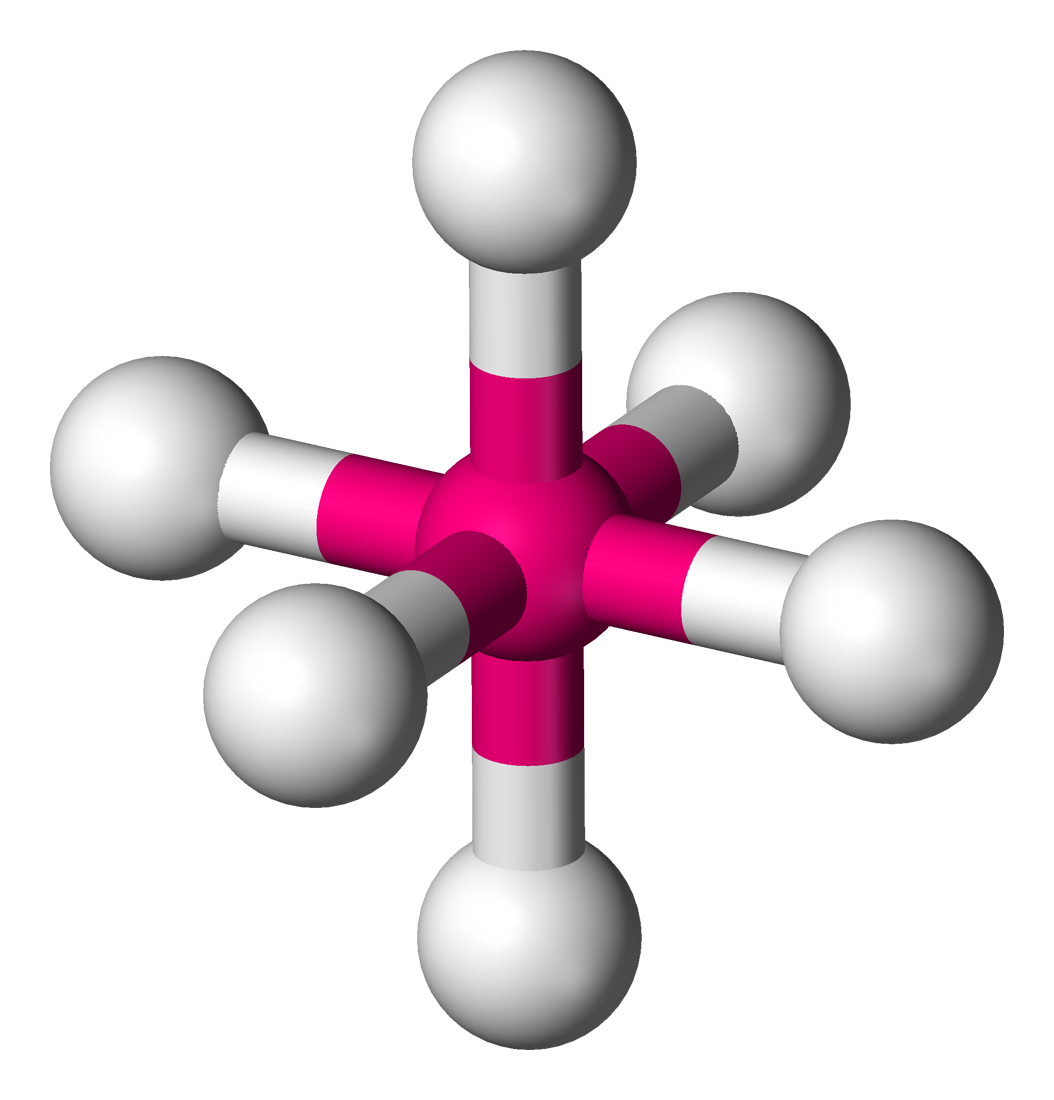
Estructura idealizada de un compuesto con geometría de coordinación octaédrica.

En química, se llama geometría molecular octaédrica u Oh a la forma de los compuestos en los que seis ligandos (átomos, moléculas o iones) se disponen alrededor de un átomo o ion central, definiendo los vértices de un octaedro. Se trata de una estructura muy común, y que es muy estudiada por su importancia en la química de coordinación de los metales de transición. A partir de ella se derivan, por deformación continua, otras geometrías moleculares importantes, como son el octaedro elongado, el octaedro achatado, la pirámide de base cuadrada y el plano-cuadrado. Indirectamente, también está relacionada con la geometría molecular tetraédrica. Ejemplos de compuestos octaédricos son el hexafluoruro de azufre SF6 y el hexacarbonilo de molibdeno Mo(CO)6. El término "octaédrico" es usado de manera un tanto laxa por los químicos, enfocándose en la geometría de los enlaces al átomo central y no considerando las diferencias entre los ligandos mismos. Por ejemplo, el hexaamino cobalto(III) [Co(NH3)6]3+, que no es octaédrico en el sentido matemático debido a la orientación de los enlaces N-H, pero que se conoce como octaédrico.
El concepto de geometría de coordinación octaédrica fue desarrollado por Alfred Werner para explicar las estequiometrías y las isomerías en los compuestos de coordinación. Su visión permitió a los químicos racionalizar el número de isómeros de los compuestos de coordinación. Los complejos octaédricos de metales de transición que contienen aminas y aniones simples a menudo se denominan complejos de tipo Werner. 

## Isomería en complejos octaédricos
Cuando dos o más tipos de ligandos (La, Lb...) se coordinan con un centro metálico octaédrico (M), el complejo puede existir como diferentes isómeros. El sistema de denominación para estos isómeros depende del número y disposición de los diferentes ligandos.

### Isómeroscisytrans
Para MLa
4Lb
2, existen 2 posibles isómeros. Estos isómeros de MLa
4Lb
2 son cis, si los ligandos Lb son mutuamente adyacentes, y trans, si los ligandos Lb se encuentran situados a 180° entre ellos. Fue el análisis de tales complejos lo que llevó a Alfred Werner a la postulación ganadora del Premio Nobel de 1913 de complejos octaédricos.

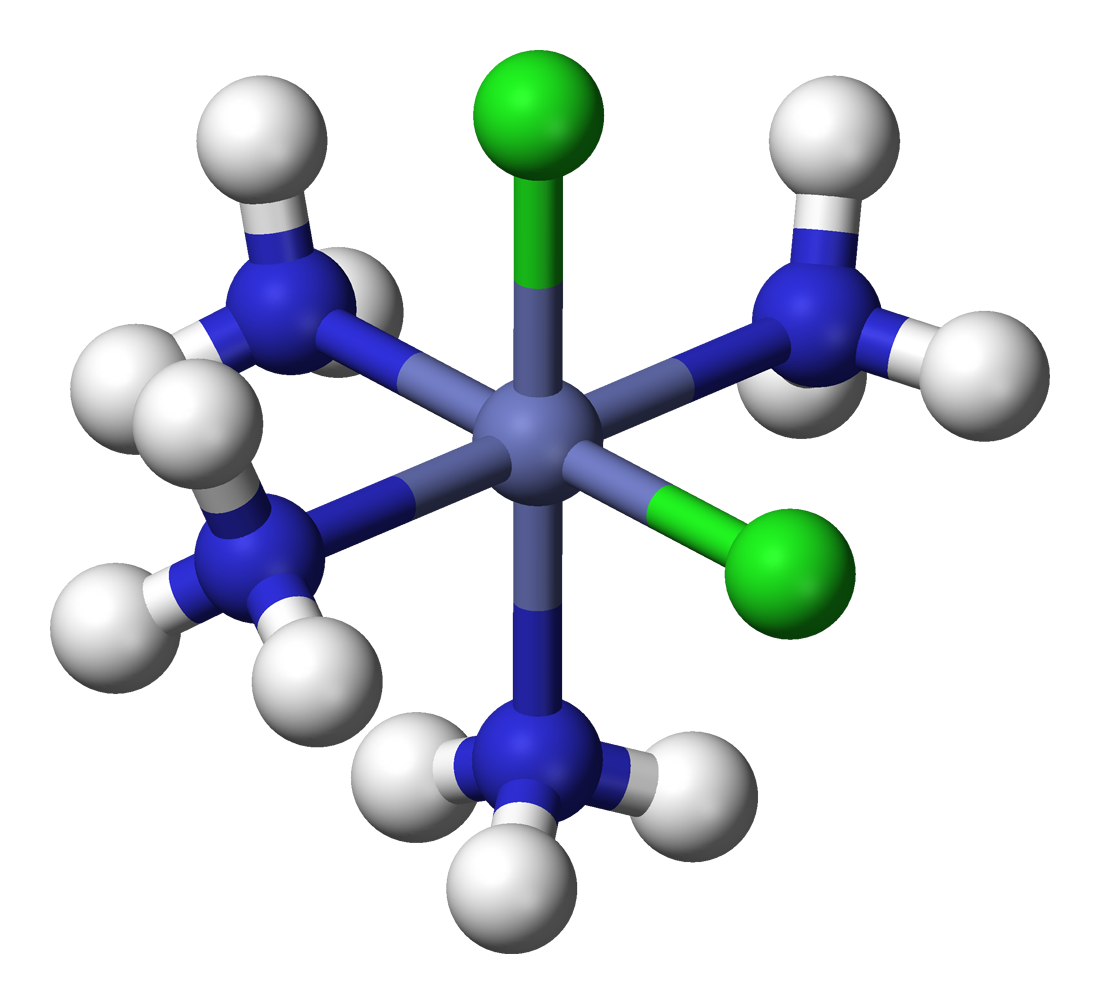
cis-[CoCl_{2}(NH_{3})_{4}]^{+}
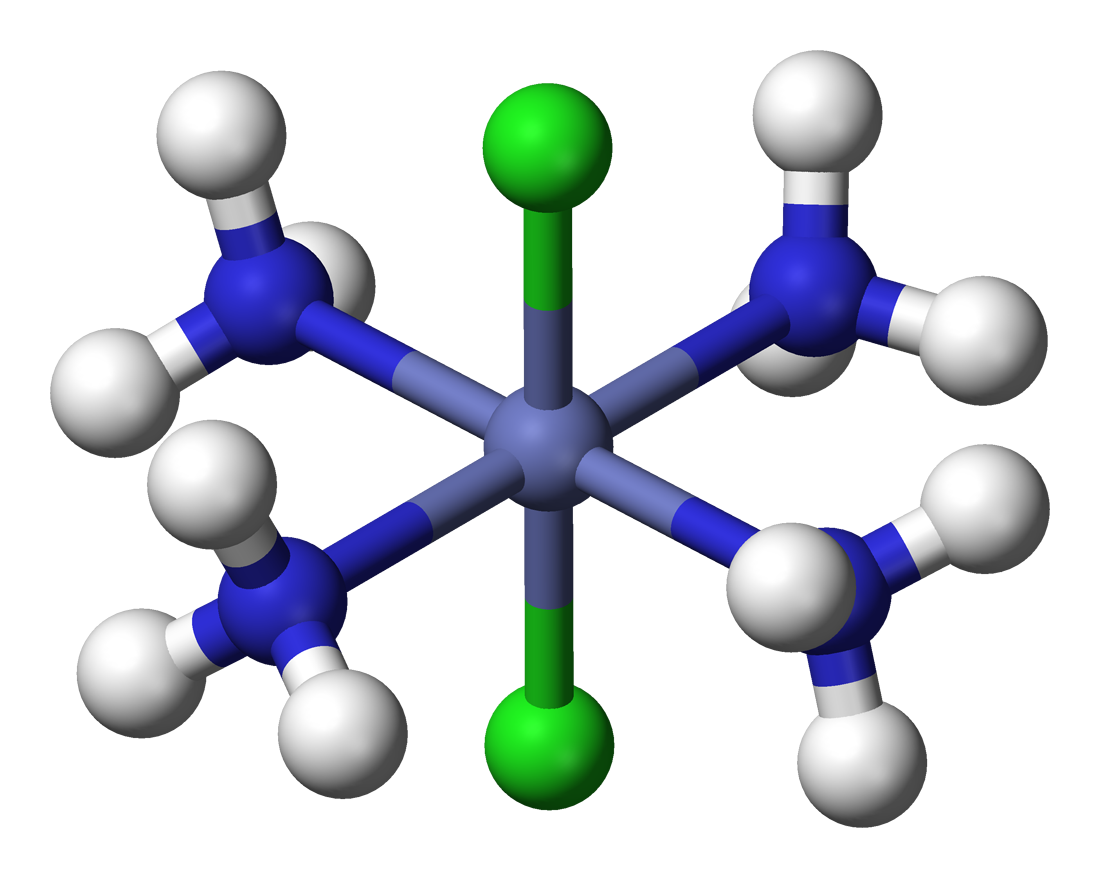
trans-[CoCl_{2}(NH_{3})_{4}]^{+}

- cis-[CoCl2(NH3)4]+
- trans-[CoCl2(NH3)4]+

### Isómeros facial y meridional
Para MLa
3Lb
3, son posibles dos isómeros: un isómero facial (fac) en el que cada conjunto de tres ligandos idénticos ocupa una cara del octaedro que rodea al átomo central del metal, de modo que cualquiera de estos tres ligandos son mutuamente cis; y un isómero meridional (mer) en el que cada conjunto de tres ligandos idénticos ocupa un plano que pasa a través del átomo de metal.

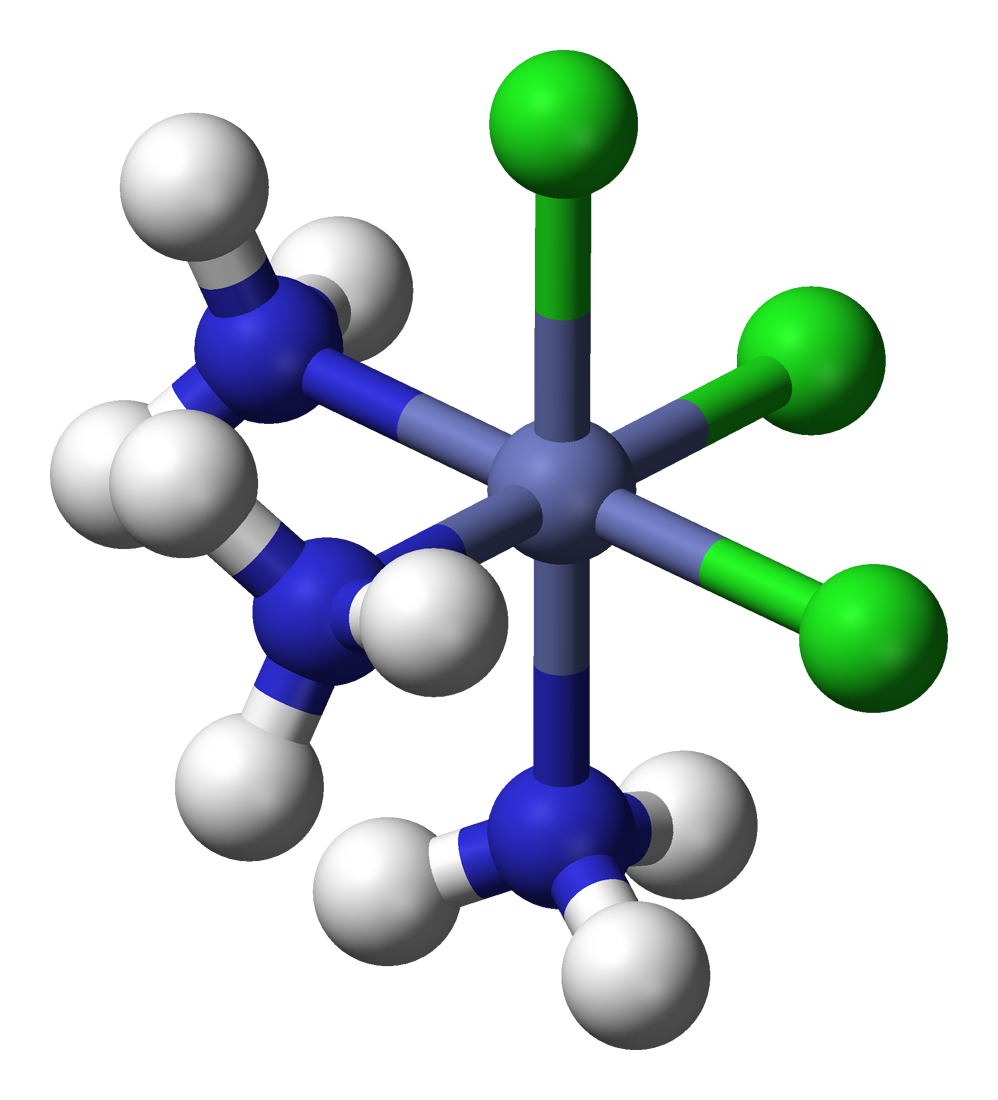
fac-[CoCl_{3}(NH_{3})_{3}]
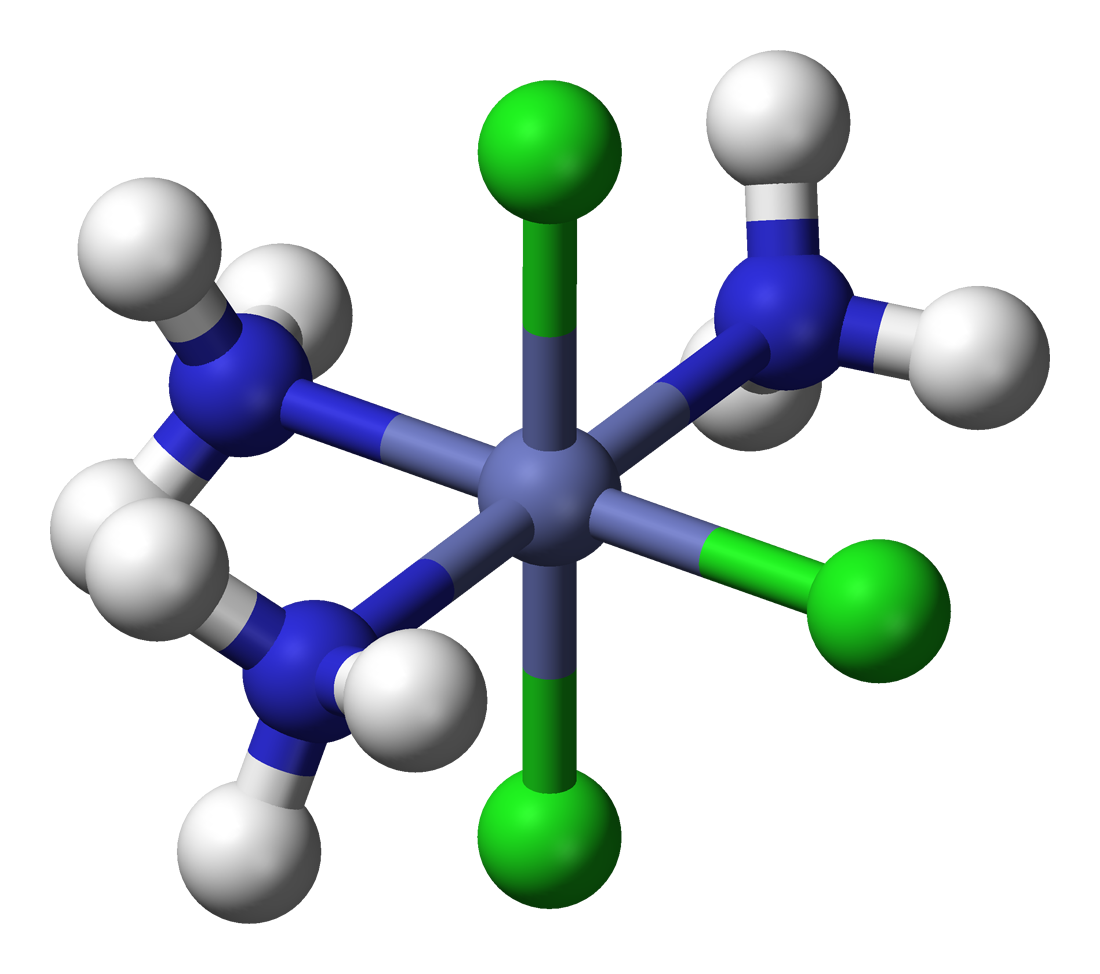
mer-[CoCl_{3}(NH_{3})_{3}]

- fac-[CoCl3(NH3)3]
- mer-[CoCl3(NH3)3]

### Quiralidad
Los complejos más complicados, con varios tipos diferentes de ligandos o con ligandos bidentados también pueden ser quirales, con pares de isómeros que son imágenes especulares no superponibles o enantiómeros entre sí.

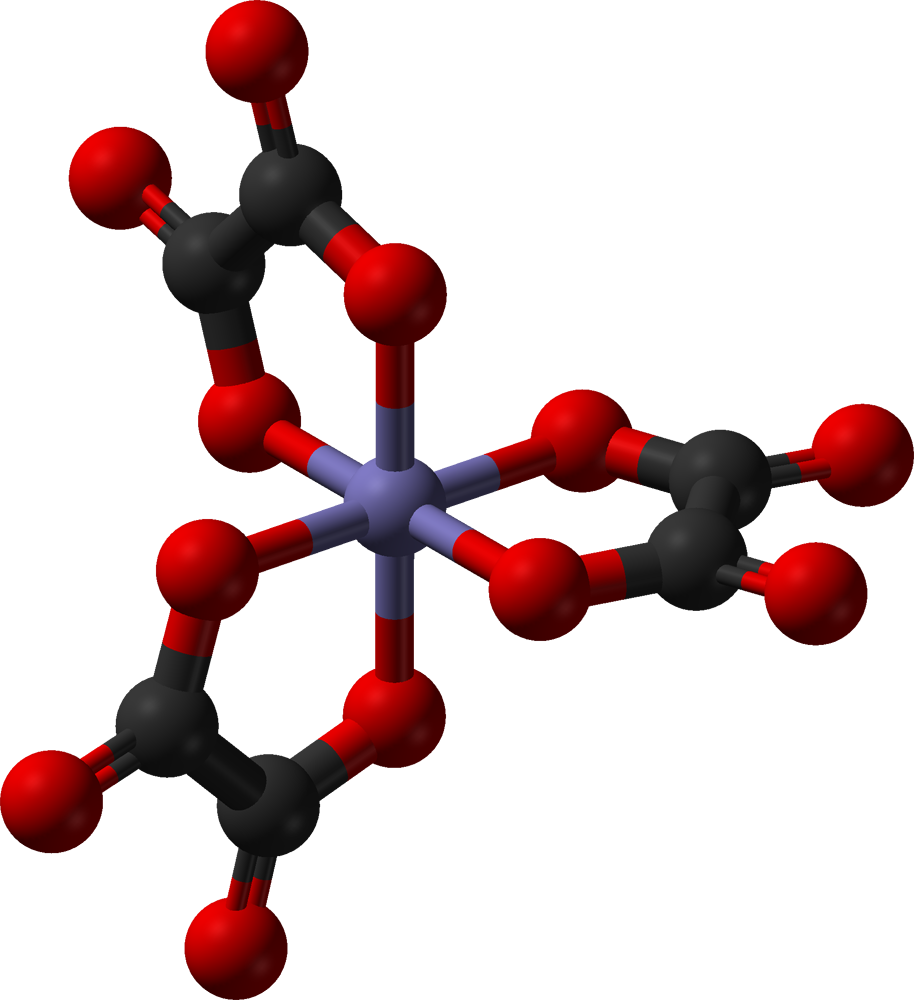
Λ-[Fe(ox)3]3−
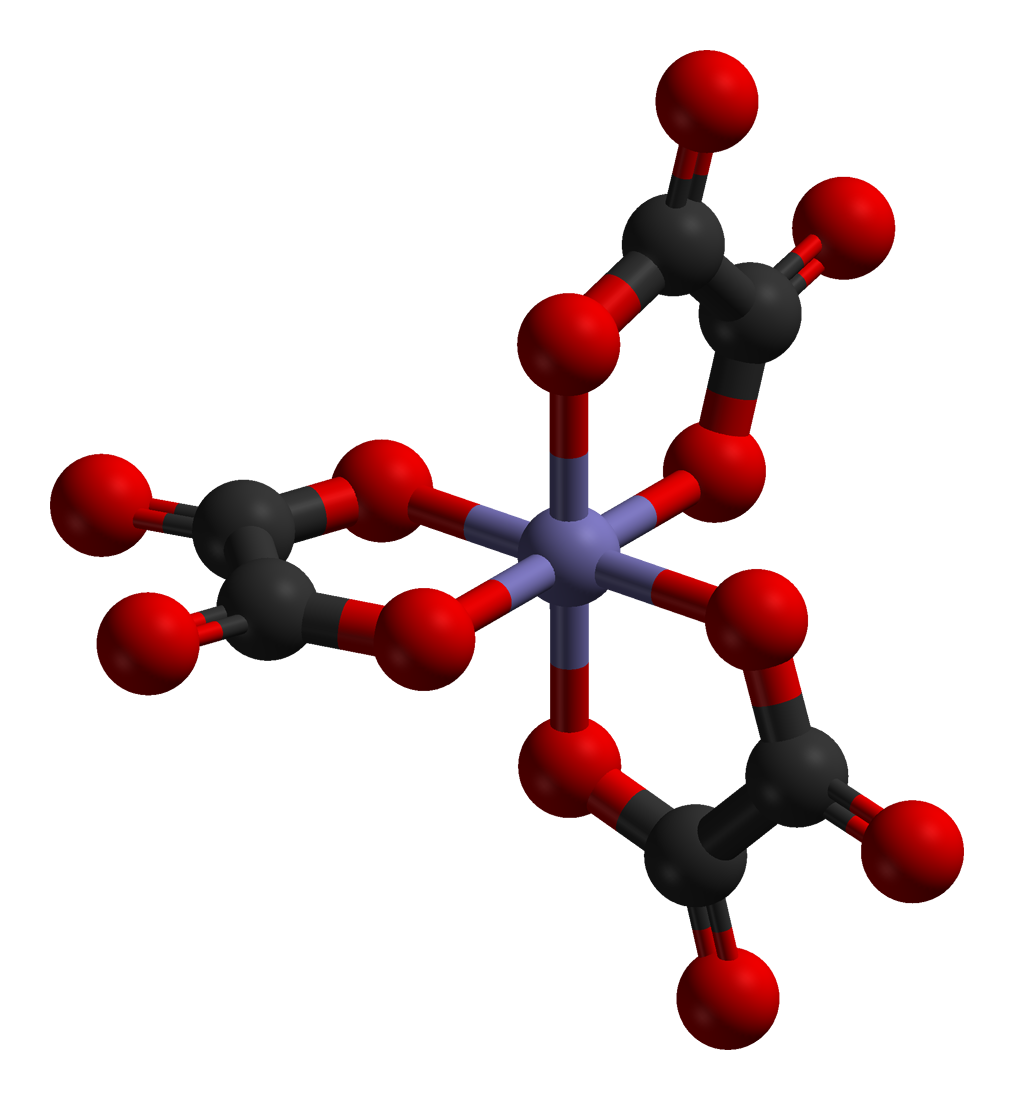
Δ-[Fe(ox)3]3−
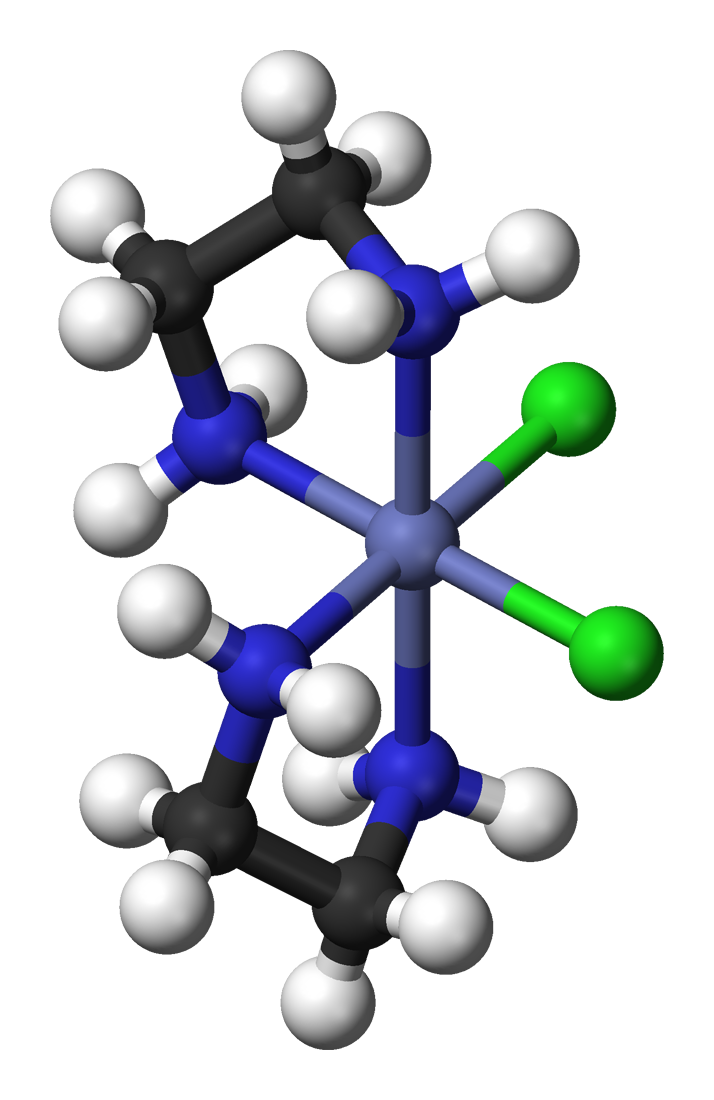
Λ-cis-[CoCl2(en)2]+
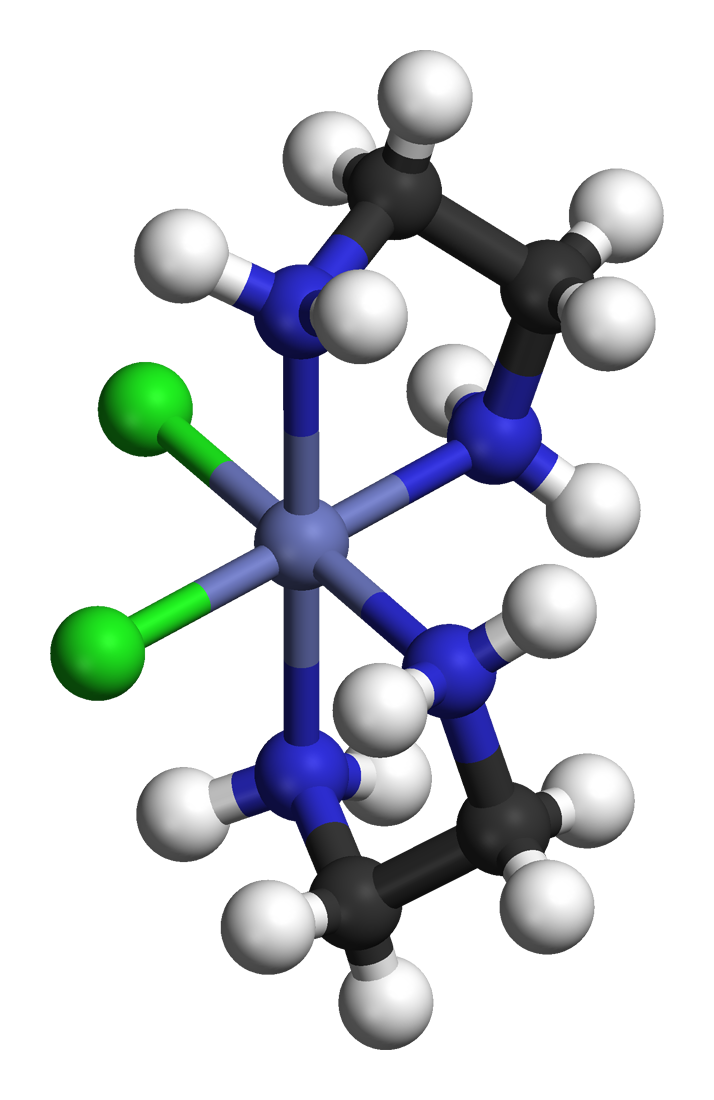
Δ-cis-[CoCl2(en)2]+

### Otros
El número de isómeros posibles puede alcanzar 30 para un complejo octaédrico con seis ligandos diferentes (en contraste, solo son posibles dos estereoisómeros para un complejo tetraédrico con cuatro ligandos diferentes). La siguiente tabla enumera todas las combinaciones posibles para ligandos monodentados:
| Fórmula       | Número de isómeros | Número de pares enantioméricos |
| ------------- | ------------------ | ------------------------------ |
| ML6           | 1                  | 0                              |
| MLa 5Lb       | 1                  | 0                              |
| MLa 4Lb 2     | 2                  | 0                              |
| MLa 4LbLc     | 2                  | 0                              |
| MLa 3Lb 3     | 2                  | 0                              |
| MLa 3Lb 2Lc   | 3                  | 0                              |
| MLa 3LbLcLd   | 5                  | 1                              |
| MLa 2Lb 2Lc 2 | 6                  | 1                              |
| MLa 2Lb 2LcLd | 8                  | 2                              |
| MLa 2LbLcLdLe | 15                 | 6                              |
| MLaLbLcLdLeLf | 30                 | 15                             |

## Desviaciones de la simetría octaédrica ideal

### Efecto Jahn-Teller
La simetría octaédrica se ve influenciada por el efecto Jahn–Teller, que es un fenómeno común que se encuentra en la química de coordinación. Esto reduce la simetría de la molécula de Oh a D4h y se conoce como distorsión tetragonal.